# Албанска низија
Албанска низија (алб. Ultësira Perëndimore e Shqipërisë) jе једна од четири географске регије у Албанији. Окружена је тзв. Албанске планине су изоловане на Балканском полуострву и истовремено су лако доступне морем из Италије. 
Дуга је 205 км, а широка 10-60 км.
Албанска низија најважнији је економски регион у земљи и једина пољопривредна платформа. Постоји медитеранска клима. Данас су сва мочварна подручја исушена, а обрадиво земљиште је нарасло за више од 50.000 хектара.
Историјски центар албанске низије је Драч.

## Види jош
- Влашка низија
- Тракијска низија